# Cratyna downsi
Cratyna downsi är en tvåvingeart som beskrevs av Lane 1960. Cratyna downsi ingår i släktet Cratyna och familjen sorgmyggor. Inga underarter finns listade i Catalogue of Life.